# (495613) 2015 FG345
(495613) 2015 FG345 ist ein großes transneptunisches Objekt im Kuipergürtel, das bahndynamisch als erweitertes Scattered Disk Object (DO) oder als Cubewano (CKBO) eingestuft wird. Aufgrund seiner Größe gehört der Asteroid möglicherweise zu den Zwergplanetenkandidaten.

## Entdeckung
2015 FG345 wurde am 18. März 2015 von einem Astronomenteam im Rahmen des Pan-STARRS-Projekts mit dem 1,8-m-Ritchey-Chretien-Teleskop (PS1) am Haleakalā-Observatorium (Maui) entdeckt. Die Entdeckung wurde am 10. März 2016 bekanntgegeben, der Planetoid erhielt später von der IAU die Kleinplaneten-Nummer 495613.
Nach seiner Entdeckung ließ sich 2015 FG345 auf Fotos bis zum 12. März 2005, die im Rahmen des Sloan-Digital-Sky-Survey-Programmes (SDSS) am Apache-Point-Observatorium (New Mexico) gemacht wurden, zurückgehend identifizieren und so seinen Beobachtungszeitraum um zehn Jahre verlängern, um so seine Umlaufbahn genauer zu berechnen. Seither wurde der Planetoid durch verschiedene erdbasierte Teleskope beobachtet. Im Juni 2017 lagen insgesamt 109 Beobachtungen über einen Zeitraum von 11 Jahren vor. Die bisher letzte Beobachtung wurde im März 2016 am Konkoly-Observatorium (Ungarn) durchgeführt. (Stand 13. März 2019)

## Eigenschaften

### Umlaufbahn
2015 FG345 umkreist die Sonne in 275,32 Jahren auf einer leicht elliptischen Umlaufbahn zwischen 36,81 AE und 47,83 AE Abstand zu deren Zentrum. Die Bahnexzentrizität beträgt 0,130, die Bahn ist 35,98° gegenüber der Ekliptik geneigt. Derzeit ist der Planetoid 40,24 AE von der Sonne entfernt. Das Perihel durchläuft er das nächste Mal 2108, der letzte Periheldurchlauf dürfte also im Jahre 1790 erfolgt sein.
Marc Buie (DES) klassifiziert den Planetoiden als erweitertes SDO (ESDO bzw. DO), während vom Minor Planet Center keine spezifische Einstufung existiert; letzteres ordnet ihn als Nicht-SDO und allgemein als «Distant Object» ein. Das Johnston’s Archive führt ihn dagegen als Cubewano auf, wobei er zu den bahndynamisch «heißen» klassischen KBO gehören würde.

### Größe
Derzeit wird von einem Durchmesser von 373 km ausgegangen, basierend auf einem Rückstrahlvermögen von 8 % und einer absoluten Helligkeit von 5,6 m. Ausgehend von diesem Durchmesser ergibt sich eine Gesamtoberfläche von etwa 437.000 km2. Die scheinbare Helligkeit von 2015 FG345 beträgt 21,25 m.
Da es denkbar ist, dass sich 2015 FG345 aufgrund seiner Größe im hydrostatischen Gleichgewicht befindet und somit weitgehend rund sein könnte, erfüllt er möglicherweise die Kriterien für eine Einstufung als Zwergplanet. Mike Brown geht davon aus, dass es sich bei 2015 FG345 um vielleicht einen Zwergplaneten handelt.
| Jahr                                         | Abmessungen km | Quelle   |
| -------------------------------------------- | -------------- | -------- |
| 2018                                         | 404,0          | Johnston |
| 2018                                         | 373,0          | Brown    |
| Die präziseste Bestimmung ist fett markiert. |                |          |